# Carunchio
Carunchio är en ort och kommun i provinsen Chieti i regionen Abruzzo i Italien. Kommunen hade 636 invånare (2018).